# Glaphyra kiyoyamai
Glaphyra kiyoyamai är en skalbaggsart som först beskrevs av Hayashi 1974.  Glaphyra kiyoyamai ingår i släktet Glaphyra och familjen långhorningar.
Artens utbredningsområde är Taiwan. Inga underarter finns listade i Catalogue of Life.